# Zsigmond Villányi
Zsigmond Villányi (Hercegszántó, 1 de janeiro de 1950) é um ex-pentatleta húngaro.

## Carreira
Zsigmond Villányi representou seu país nos Jogos Olímpicos de 1972, na qual conquistou a medalha de prata, por equipes.